# Sierra de Uspallata
La Sierra de Uspallata es una formación montañosa emplazada en el departamento Las Heras, en la provincia de Mendoza, Argentina. La Sierra de Uspallata forma parte del sistema orográfico conocido como precordillera. La misma posee una elevación de unos 3000 a 3200 m s. n. m., su extremo sur se encuentra en proximidades de la localidad de Uspallata y desde allí se extiende en dirección norte.
Se encuentra en proximidades de los cerros Clementillo y Sapo. El área Paramillos de Uspallata se encuentra sobre la vertiente occidental del cordón serrano.
La sierra posee significativas diferencias en cuanto al clima que se observa en sus vertientes. Por ejemplo, la precipitación media anual en la ladera oriental es 324 mm; mientras que en el poblado de Uspallata, en la ladera occidental, la precipitación anual apenas si alcanza una media de 133 mm.